# Jamalganj
Jamalganj (en bengali : জামালগঞ্জ) est une upazila du Bangladesh dans le district de Sunamganj. En 1991, on y dénombrait 107 771 habitants.